# Matt Miazga
Matthew Miazga, född 19 juli 1995, är en amerikansk fotbollsspelare som spelar för FC Cincinnati. Han spelar även för USA:s landslag.

## Klubbkarriär
Den 30 januari 2016 värvades Miazga av Chelsea, där han skrev på ett 4,5-årskontrakt. Den 2 april 2016 gjorde Miazga sin Premier League-debut i en 4–0-vinst över Aston Villa.
Den 31 augusti 2016 lånades Miazga ut till nederländska Eredivisie-klubben Vitesse på ett låneavtal över säsongen 2016/2017. I augusti 2018 förlängde Miazga sitt kontrakt i Chelsea till 2022 och lånades samtidigt ut till franska Nantes på ett låneavtal över säsongen 2018/2019. Den 25 januari 2019 lånades Miazga istället ut till Reading på ett låneavtal över resten av säsongen 2018/2019. I juli 2019 förlängdes låneavtalet över säsongen 2019/2020.
I oktober 2020 lånades Miazga ut till belgiska Anderlecht på ett låneavtal över säsongen 2020/2021. Den 20 augusti 2021 lånades han ut till spanska Alavés på ett säsongslån.
Den 5 augusti 2022 värvades Miazga av FC Cincinnati.

## Landslagskarriär
Miazga debuterade för USA:s landslag den 13 november 2015 i en 6–1-vinst över Saint Vincent och Grenadinerna, där han blev inbytt i den 63:e minuten mot Fabian Johnson.